# Cefisodor (orador)
Cefisodor (grec antic: Κηφισόδωρος, llatí: Cephisodorus) fou un orador atenenc, el deixeble més important d'Isòcrates d'Atenes, que va escriure una «Apologia d'Isòcrates» en quatre llibres defensant el seu mestre contra Aristòtil, sota el títol de αἱ προς Ἀριστοτέλη ἀντιγραφαί, segons que diu Dionís d'Halicarnàs. També va atacar Plató.
Un escoli a Aristòtil esmenta un escriptor grec del mateix nom, i el fa autor d'una història de la Tercera Guerra Sagrada entre els exèrcits de Tebes i la Fòcida pel control de Delfos. Era deixeble d'Isòcrates, i degué ser la mateixa persona.